# Cynara
Cynara és un gènere de plantes amb flor de la família de les asteràcies. Cynara inclou algunes plantes molt importants com a font d'aliment, com la carxofera (Cynara scolymus) i el card comú (Cynara cardunculus). Cal esmentar també el card coler (Cynara humilis), card feréstec tradicionalment utilitzat com a aliment pel poble amazic. Les fulles de Cynara tenen importància com a font d'aliment per les erugues d'algunes papallones, com la papallona dels cards, Gymnoscelis rufifasciata i Phlogophora meticulosa.

## Taxonomia
La llista següent pot incloure alguns sinònims:
- Cynara alba
- Cynara algarbiensis
- Cynara auranitica
- Cynara baetica
- Cynara cardunculus - card comú
- Cynara cornigera
- Cynara cyrenaica
- Cynara humilis - card coler
- Cynara hystrix
- Cynara scolymus - carxofera
- Cynara syriaca